# Altkalen
Altkalen es un municipio situado en el distrito de Rostock, en el estado federado de Mecklemburgo-Pomerania Occidental (Alemania). Tiene una población estimada, a fines de 2023, de 765 habitantes.
Está integrado a la mancomunidad de municipios (en alemán, amt) de Gnoien.